# Minczo Nejczew
Minczo Kołew Nejczew (bułg. Минчо Нейчев, ur. 4 kwietnia 1887 roku w Starej Zagorze – zm. 11 sierpnia 1956 roku w Tyrgowiszte) – bułgarski działacz komunistyczny, prawnik i polityk, aktywny organizator struktur Bułgarskiej Partii Komunistycznej w XX-leciu międzywojennym, uczestnik powstania wrześniowego w 1923 roku. Po 1945 roku jedna z ważniejszych postaci w budowaniu nowego, socjalistycznego porządku w Bułgarii: był współtwórcą nowej konstytucji (1947), przewodniczącym Prezydium Zgromadzenia Narodowego (1947–1950), a także trzykrotnie członkiem rządu na stanowiskach ministra sprawiedliwości (1944–1946), edukacji (1946–1947) oraz – aż do śmierci – spraw zagranicznych (1950–1956).

## Wykształcenie i działalność polityczna w XX-leciu międzywojennym
W 1908 roku ukończył prawo w Szwajcarii. Po powrocie do kraju pracował jako adwokat w Starej Zagorze. Tam także rozpoczął działalność partyjną: w 1920 roku wstąpił do powołanej rok wcześniej Bułgarskiej Partii Komunistycznej i organizował jej lokalne struktury w swoim rodzinnym mieście.
W kraju wzrastało napięcie między obozem komunistycznym a rządzącym od 1918 roku Bułgarskim Ludowym Związkiem Chłopskim, kierowanym przez premiera Aleksandyra Stambolijskiego. Kiedy w 1923 roku następca Stambolijskiego Aleksandyr Cankow po zamachu stanu wprowadził dyktaturę wojskową, komuniści – zachęcani przez Sowietów – zorganizowali powstanie, na którego czele stanęli Georgi Dymitrow i Wasyl Kołarow. Nejczew, jako aktywny uczestnik zamieszek, został skazany na karę kilkumiesięcznego więzienia.
Po raz drugi aresztowano go w 1941 roku, po tym, jak premier Bogdan Fiłow podpisał protokół przystąpienia Bułgarii do Paktu Trzech Mocarstw. Został zwolniony dopiero w 1943 roku. Od razu zaangażował się w działalność lewicowej koalicji Frontu Ojczyźnianego.

## Po 1945 roku
Zajęcie w 1944 roku Bułgarii przez Armię Czerwoną spowodowało obalenie monarchii i ustanowienie republiki ludowej, potwierdzone w plebiscycie z września 1946 roku. W wyborach z listopada 1945 roku zwyciężył Front Ojczyźniany.
Wcześniej, w 1944 roku, Nejczew wszedł do lewicowego rządu Kimona Georgijewa na stanowisko ministra sprawiedliwości. Gabinet podpisał rozejm ze Związkiem Radzieckim. W okresie sprawowania funkcji premiera przez Georgijewa, Front Ojczyźniany zapoczątkował system represji wobec opozycji antykomunistycznej powołując do tego celu Sąd Ludowy i tworząc obozy pracy przymusowej.
Po dojściu Frontu Ojczyźnianego do pełnej władzy Nejczew rozpoczął szybką karierę w aparacie partyjnym. Był kolejno członkiem Komitetu Centralnego Bułgarskiej Partii Komunistycznej (od 1945) oraz członkiem Biura Politycznego (od 1949). Jednocześnie wzrastała jego rola w strukturach państwowych: stał na czele komisji przygotowującej projekt nowej konstytucji (1947) oraz był przewodniczącym Prezydium VI Konstytuanty (1947–1949) i Zgromadzenia Narodowego (1950).
W rządzie pełnił obowiązki ministra edukacji (gabinet Dymitrowa) oraz szefa bułgarskiej dyplomacji w latach 1950–1956 (gabinety Wyłko Czerwenkowa i Antona Jugowa).
Jego pozycja słabła wraz z usuwaniem w cień Wyłka Czerwenkowa przez frakcję kierowaną przez Todora Żiwkowa. W pierwszej połowie lat 50. Nejczew stracił większość stanowisk w partii, chociaż utrzymał tekę ministra spraw zagranicznych. Funkcję tę sprawował aż do śmierci, w sierpniu 1956 roku.